# Tholon
Der Tholon ist ein Fluss in Frankreich, der im Département Yonne in der Region Bourgogne-Franche-Comté verläuft. Er entspringt in der Landschaft Puisaye, im Gemeindegebiet von Parly, entwässert generell in nördlicher Richtung und erreicht bei Joigny das Tal der Yonne. Hier schwenkt er abrupt nach Westen und mündet nach insgesamt rund 38 Kilometern im Gemeindegebiet von Cézy als linker Nebenfluss in die Yonne. Ein weiterer Flussarm mündet bereits am westlichen Stadtrand von Joigny in die Yonne.

## Orte am Fluss
- Pourrain
- Égleny
- Saint-Maurice-Thizouaille
- Chassy
- Aillant-sur-Tholon
- Villiers-sur-Tholon
- Senan
- Champvallon
- Chamvres
- Joigny